# Enni Rukajärvi
Enni Rukajärvi (n. 13 mai 1990, Kuusamo, Oulu, Finlanda) este o sportivă ce a reprezentat Finlanda, medaliată olimpică. A participat la 2 ediții ale Jocurilor Olimpice (2014, 2018) în care a câștigat o medalie de argint și o medalie de bronz.